# Come as You Are: The Story of Nirvana
Come as You Are: The Story of Nirvana és una biografia de 1993 de la banda de rock nord-americana Nirvana escrita pel periodista musical Michael Azerrad. Va ser escrita abans del suïcidi del líder de la banda Kurt Cobain. Azerrad es va reunir amb els membres de la banda i va realitzar extenses entrevistes sobre la banda i la història dels seus membres.

## Escriptura i publicació
A finals de 1992, Azerrad va ser contactat per Cobain i la seva dona Courtney Love, que li van demanar que escrivís un llibre sobre Nirvana. Durant els sis mesos següents, Azerrad va realitzar entrevistes i investigacions per al llibre a la zona de Seattle. Després de la finalització del llibre, Doubleday va demanar que Azerrad permetés a Cobain llegir el llibre per cortesia. A Cobain se li va permetre llegir el manuscrit abans de la seva publicació, però no se li va permetre canviar cap contingut a part de corregir errors de fet menors. Azerrad i Cobain es van reunir a l'⁣hotel Warwick de Seattle durant tres dies per revisar el manuscrit. Cobain va aprovar amb entusiasme l'obra d'Azerrad, dient-li "Aquest és el millor llibre de rock que he llegit mai" un cop va acabar de llegir-lo. Doubleday va programar el llançament del llibre per a l'octubre coincidint amb el llançament del tercer àlbum de Nirvana In Utero.
Després de la mort de Cobain, Azerrad va escriure un nou capítol final per a la segona impressió, publicada el 1994.
Azerrad va treballar amb el cineasta AJ Schnack per utilitzar les 25 hores d'entrevistes d'àudio que Azerrad havia realitzat amb Cobain per al llibre com a base per a un documental sobre la vida de Cobain. Titulada Kurt Cobain: About a Son, la pel·lícula va debutar en festivals el 2006.

## Recepció crítica
Entertainment Weekly va donar al llibre una qualificació "A" i va escriure que "entrega la mercaderia". People ho va anomenar "un estudi fascinant de Cobain".